# Anneliese Knoop-Graf
Anneliese Knoop-Graf, née le 30 janvier 1921 à Euskirchen, en Rhénanie-du-Nord-Westphalie et morte le 27 août 2009 à Bühl, dans le Bade-Wurtemberg, est une pédagogue allemande. Elle est engagée dans la perpétuation de la mémoire de son frère Willi Graf, résistant exécuté et dans l'information sur la résistance allemande au national-socialisme.

## Biographie
Anneliese Graf est née le 30 janvier 1921 à Euskirchen. Elle est la plus jeune des quatre enfants de Anna Gölden (1885-1953) et Gerhard Graf (1885-1951), un commerçant. Peu après sa naissance, en 1922, la famille Graf s'installe à Saarbrücken ,.
Elle étudie la philosophie à Munich où elle partage un logement avec son frère Willi Graf. Celui-ci s'engage dès 1942 dans le mouvement de résistance La Rose Blanche. Le 18 février 1943, Sophie Scholl et Hans Scholl, également membres du mouvement sont arrêtés alors qu'ils distribuent un tract dans les locaux de l'université de Munich. Quelques heures plus tard, Willy Graf et sa sœur Anneliese Graf sont arrêtés aussi. Willy Graf est condamnée à mort le 19 avril 1943 par le Volksgerichtshof présidé par Roland Freisler. Contrairement à d'autres condamnés comme Sophie et Hans Scholl ou Christoph Probst, Willy Graf n'est pas exécuté immédiatement. La Gestapo, espérant pouvoir lui soutirer des noms, le laisse emprisonné durant 6 mois. Dans un courrier ou lors de visites, selon les sources, il demande à sa sœur de se souvenir de lui et de ses convictions et « continuer ce que nous avons commencé ». Il est décapité le 12 octobre 1943 dans la prison de Stadelheim.
Anneliese Graf qui n'était pas impliquée dans la résistance, ni même informée des activités de son frère, est libérée le 19 avril. « Nous avons été interrogés pendant quatre mois jusqu'au jour où la porte s'est ouverte et nous étions dans la rue ».
À la même date du 19 avril 1943, sont également libérés leurs parents, Anna Graf arrêtée le 27 février et leur père, Gerhardt Graf arrêté le 27 mars, bien que membre fervent du Parti national-socialiste,,.
Anneliese Graf épouse Bernhard Knoop (1908-1994), pédagogue et ancien membre du parti national-socialiste. A ce stade, il n'a pas été possible de savoir si son adhésion était forcée ou librement consentie, voire accompagnée d'une adhésion aux thèses nazies,.
Après la guerre, Anneliese Knoop-Graf se consacre à la promesse faite à son frère de garder vivant le souvenir de ces jeunes et du mouvement de résistance intérieure. Elle se fait un devoir d'intervenir chaque fois que possible pour parler de son frère et du mouvement allemande de résistance contre le nazisme : écoles, associations, églises … dans toute l'Allemagne et l'Europe. Elle y consacre également de nombreuses publications,.
Elle devient présidente de la Fondation Die Weisse Rose en 1987.
De 1946 à 1969 elle dirige un internat avec son mari, l'École Marienau (de). Cette école avait été fondée en 1923 par le couple de pédagogues juifs Max et Gertrud Bondy (de) qui la dirigent jusqu'en 1937 en appliquant une pédagogie réformatrice. En 1937, ils sont expropriés et émigrent en Suisse, tandis que les nazis s'efforcent de faire disparaître toute trace de leur influence pédagogique. Le couple Bernhardt Knoop-Angelika Probst en assurent alors la direction en accord avec le gouvernement nazi. Après la guerre, le couple Knoop-Probst divorce et Bernhardt Knoop épouse Anneliese Graf. Plusieurs historiens relèvent que, malgré ses liens avec la Rose Blanche et la résistance allemande à travers son frère Willi, Anneliese Knoop-Graf ne fait rien pour commémorer la mémoire de Max et Gertrud Bondy en tant que fondateurs de l'école. Au contraire, les Knoop semblent faire tout leur possible pour garder l'école aussi « prussienne » qu'elle l'a été pendant le Troisième Reich, sans même restaurer la camaraderie entre étudiants et enseignants qui avait caractérisé Marienau sous les Bondy.
Anneliese Knoop-Graf rejoint le Freie Demokratische Partei (Parti libéral -démocrate, FDP) en 1975. Elle est membre de plusieurs instances locales et régionales.
À sa mort, le 27 août 2009, la White Rose Studies lui rend un hommage chaleureux. L'association apprécie qu'elle n'ait jamais essayé de tirer parti de l'héroïsme du groupe la Rose blanche, comme d'autres l'ont fait, ni attribué son arrestation par les nazis à des actes de résistance de sa part. Elle a permis, sans conditions, avec un souci de transparence, l'édition des lettres et extraits du journal de son frère Willi Graf par Inge Jens. Cependant l'organisation relève plusieurs ambiguïtés dans son comportement : bien qu'elle souhaite une grande liberté dans l 'édition des textes de son frère, elle accepte la lourde censure de la Fondation Weisse Rose et soutient cette fondation lorsque la majorité des membres la quittent pour fonder l'institut Weisse Rose en 2003. Et contrairement aux autres familles elle ne s'oppose pas à la version de l'histoire de la Rose blanche centrée sur les Scholl en minimisant l'action de Christoph Probst et Alexander Schmorell et ignorant Wilhelm Geyer, Lilo Ramdohr, Eugen Grimminger, Traute Lafrenz et d'autres encore. De même, elle a toujours refusé de s'exprimer sur les positions nazies de son mari et de son père, ce qui, selon White Rose Studies, aurait pu permettre aux chercheurs de mieux comprendre les mécanismes qui ont pu entraîner des citoyens ordinaires vers le parti nazi. Sa gestion, qualifiée de « prussienne », de l'école Marienau et son attitude vis-à-vis du catholicisme posent également question.

## Hommages et décorations
- 1992 : Croix fédérale du mérite, première classe[9]
- 1996 : Ordre du Mérite de l'État du Bade-Wurtemberg[10]
- 2001 : Prix Adenauer-de Gaulle (avec Hélène Viannay)[11]
- 2002 : Ordre du Mérite du land de Sarre
- 2006 : Citoyenne d'honneur de la ville de Bühl[9]
- 2006 : Doctorat honoraire de l'Université de Karlsruhe[12]

A l'occasion de son 80e anniversaire en 2001, une plaquette commémorative est publiée avec des contributions, entre autres d'Inge et Walter Jens, Rudolf von Thadden, Hildegard Hamm-Brücher, Jürgen Reulecke, Peter Steinbach et Johannes Tuchel.
Le 30 janvier 2006, à l'occasion de son 85e anniversaire, Anneliese Knoop-Graf est nommée Citoyenne d'honneur de la ville de Bühl. Depuis le 26 avril 2006, elle était docteur honoris causa de l'Institut de technologie de Karlsruhe.

## Publications
- (de) Jugendwiderstand im 3. Reich am Beispiel der Weissen Rose, 1945
- (de) Sexualerziehung in Schule und außerschulischer Jugendarbeit : Bücher für Pädagogen u. Jugendliche, Stuttgart, Aktion Jugendschutz, Landesarbeitsstelle Baden-Würtemberg, 1970
- (de) Internate – Aufgaben und Angebote der Heimschulerziehung, Katzmann, 1977
- (de) Willi Grafs Jugend im Nationalsozialismus im Spiegel von Briefen, Munich, Gruppe Willi Graf im Bund Neudeutschland, 1984
- (de) Anneliese Knoop-Graf, Inge Jens (Hrsg.): Willi Graf. Briefe und Aufzeichnungen. Fischer, Frankfurt/M. 1988,  (ISBN 3-10-027202-1)
- (de) Ajs-Arbeitshilfen Sexualerziehung im Vor- und Grundschulalter : Bücher und audiovisuelle Medien für Kinder, Eltern und Pädagogen, Ajs, Landesarbeitsstelle Baden-Württemberg 1989
- (de) Jeder Einzelne trägt die ganze Verantwortung" - Willi Graf und die Weiße Rose. - Beiträge zum Widerstand 1933-1945, Gedenkstätte Deutscher Widerstand Berlin, 1991
- (de) Matthias von Hellfeld (de), Inge Jens, Arno Klönne, Anneliese Knoop-Graf, Bernd-A. Rusinek, Carola Stern, Wilfried Breyvogel (ed.), Piraten, Swings und junge Garde - Jugendwiderstand im Nationalsozialismus, Dietz, 1991
- (de) Du weißt, dass ich nicht leichtsinnig gehandelt habe ... Willi Graf und die Weiße Rose, Institut für Geschichte der Universität Karlsruhe, Bühl/Baden, 2006
- (de) Wissen ist Macht, 2005
- (de) … weitertragen. Anneliese Knoop-Graf über Willi Graf und die Weiße Rose, Karlsruhe, Yeotone, 2007  (ISBN 9783981152609)

## Filmographie
- Die Weisse Rose, (1982) de Michael Verhoeven

Le DVD du film, est accompagné d'un entretien avec Michael Verhoeven et d'une documentation sur Anneliese Knoop-Graf Die kleine Schwester. Die Weisse Rose - ein Vermächtnis (La petite sœur. La Rose blanche – Un héritage) qu'il a rassemblée. Anneliese Knoop-Graf soutient le projet de film dès le début et fournit un certain nombre de documents à Michael Verhoeven.
- Sophie Scholl – Die letze Tage, de Marc Rothemund (2004). L'actrice Frederike Schinzler joue le personnage de Anneliese Knoop-Graf.